# Belorusskaja (Kolzewaja-Linie)

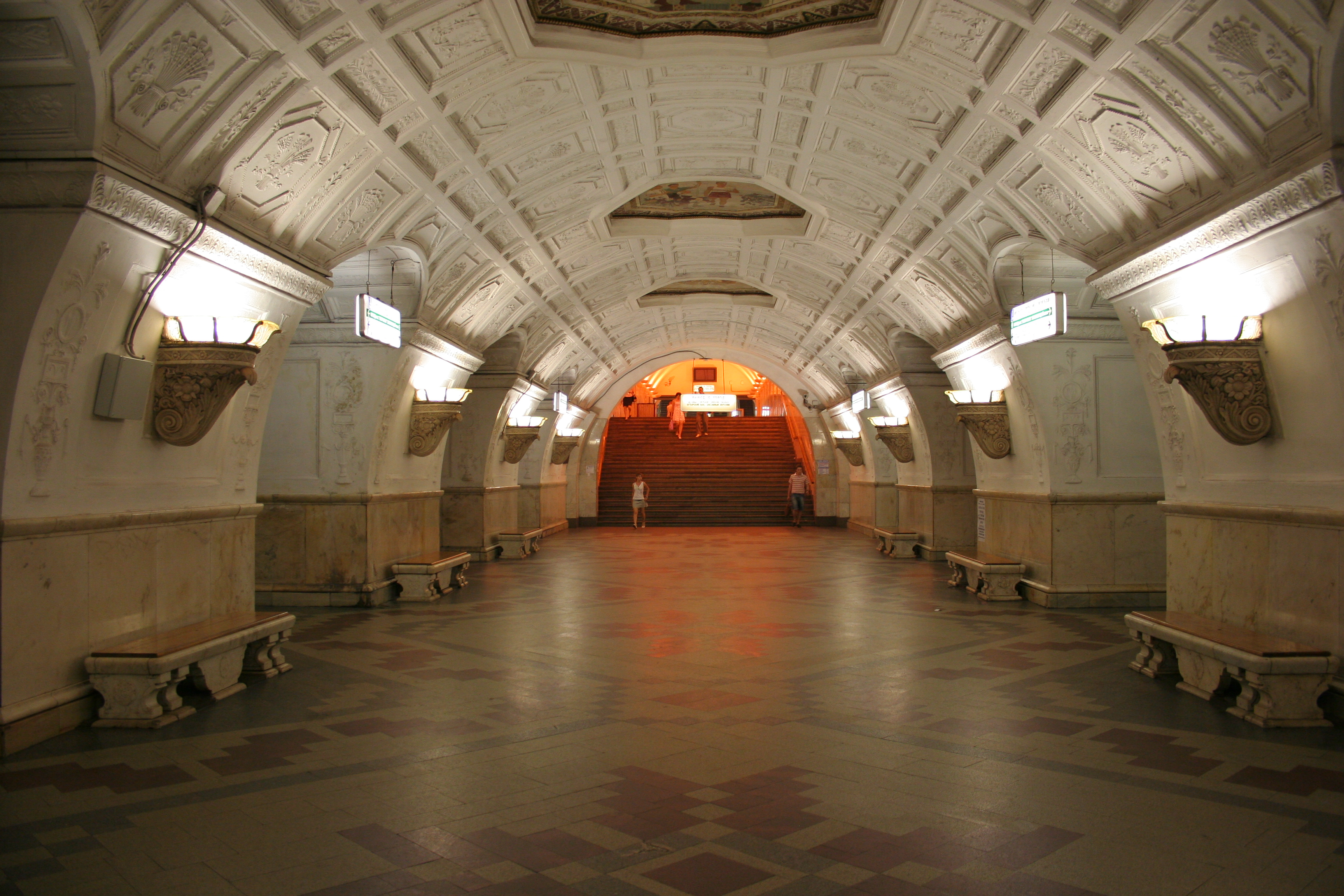
Bahnsteighalle

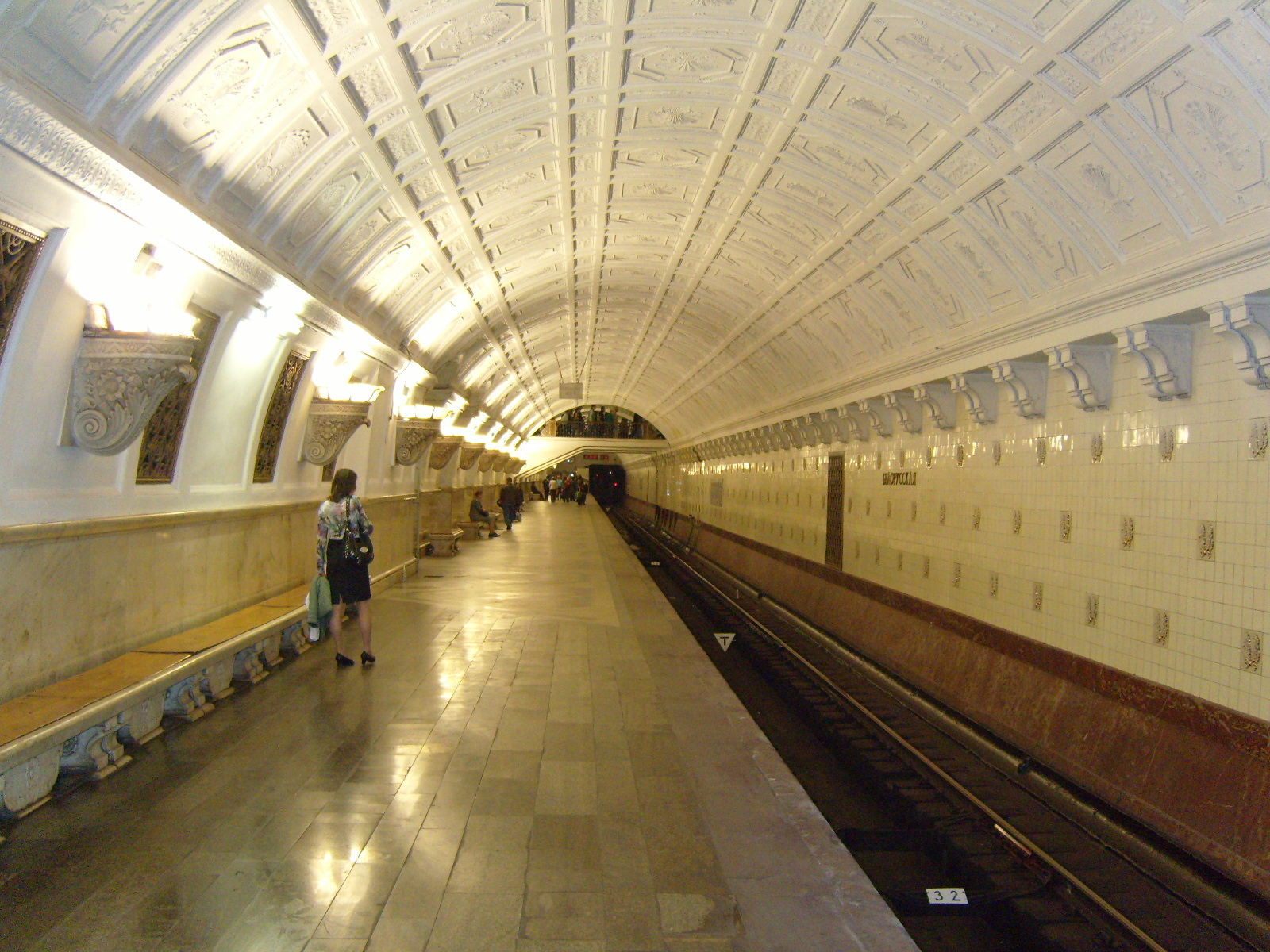
Eines der Gleise

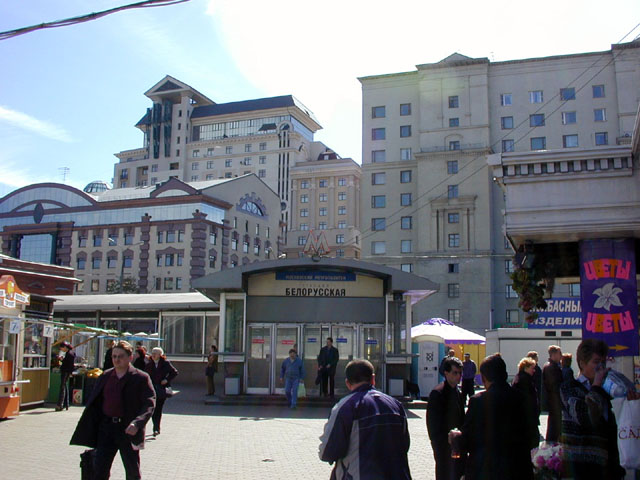
Osteingang, 1997 erbaut

Belorusskaja (russisch Белору́сская, Ausspracheⓘ) ist ein U-Bahnhof an der Kolzewaja-Linie (auch Ringlinie) der Metro Moskau. Er wurde am 30. Januar 1952 eröffnet. Der Name wurde von Belarus russisch Белоруссия Belorussija abgeleitet und ist an den Belarussischen Bahnhof angelehnt, der sich in unmittelbarer Nähe befindet.

## Allgemeine Beschreibung
Die unterirdische U-Bahn-Station liegt 42,5 Meter tief, quer unter der vielbefahrenen Twerskaja-Straße und wenige Meter südlich von deren Brückenüberquerung der Eisenbahngleise des Belarussischen Bahnhofs. Belorusskaja gehört aufgrund seiner Nähe zu diesem wichtigen Fernbahnhof zu den am meisten frequentierten Moskauer Metrostationen. Von Belorusskaja besteht darüber hinaus eine Umsteigemöglichkeit zur gleichnamigen Station der Samoskworezkaja-Linie (der „grünen Linie“). Der Übergang befindet sich in der Mitte der Bahnsteighalle, während von deren beiden Enden Rolltreppenschächte zu den Ausgängen führen. Der westliche Ausgang, der in ein Vestibülgebäude gleich neben den Empfangsbauten und Schalterhallen des Belarussischen Bahnhofs führt, wurde gleichzeitig mit der Inbetriebnahme der Station eingerichtet. Der östliche Ausgang, von dem aus man auf die andere Seite der Twerskaja-Straße gelangt, wurde erst 1997 zur Entlastung des Westzugangs angelegt.
Gelegentlich enden hier Züge der Kolzewaja-Linie aus östlicher Richtung, da sich zwischen Belorusskaja und der nächstwestlichen Station Krasnopresnenskaja eine Rampenauffahrt zum Fahrzeugdepot Krasnaja Presnja befindet.

## Architektur
Das alte Vestibülgebäude am Belarussischen Bahnhof wurde ähnlich den anderen Zugangsbauten der Ringlinie konzipiert und ist an seiner Fassade mit weißem Kalkstein aus der Nähe von Wenjow verkleidet. Innen befindet sich eine Schalterhalle mit Zugangsschranken, nach denen man per Rolltreppen auf den Bahnsteig gelangt. Die Schalterhalle des Ostzugangs trennt von der Bahnsteighalle ebenfalls ein Rolltreppenschacht, zusätzlich jedoch auch ein Treppenlauf. Anders als der alte Zugang verfügt der neue nicht über ein Vestibülgebäude; von der Schalterhalle zur Erdoberfläche führt dort eine einfache Unterführung mit einem überdachten und verglasten Treppenzugang. Die neue Schalterhalle selbst weist als Besonderheit Wandmalereien des portugiesischen Künstlers Graça Morais auf.
Die Bahnsteighalle, die ähnlich allen anderen Ringlinien-Stationen nach einem individuellen Projekt ausgestaltet wurde, ist – wie der Name der Station bereits andeutet – der engen ethnischen Verwandtschaft des russischen und des belarussischen Volkes gewidmet. Auffällig ist das dekorativ geschnitzte Bogengewölbe der 9,5 m breiten mittleren Halle, an dem in gleichmäßigen Abständen zwölf Mosaik-Kompositionen mit traditionellen Motiven aus dem Leben der Belarussen zu sehen sind. Gestützt wird das Gewölbe durch zwei Pylonenreihen aus weißem Marmor, wobei jeder Pylon jeweils mit einem dekorativen Leuchter in Form einer Vase versehen ist. Die beiden äußeren Teile der Bahnsteighalle werden ebenfalls mit einem Gewölbe mit Schnitzmustern abgeschlossen; die äußeren Wände über den Gleisen sind im oberen Bereich mit Keramikkacheln sowie vergoldeten stilisierten Eichenblättern und im unteren Bereich mit dunkelroten Marmorplatten verkleidet. Der Fußboden der Mittelhalle weist ein teppichähnliches, an belarussische Nationaltrachten erinnerndes Muster aus rotem, hellgrauem und dunkelgrauem Granit auf.
Im Übergang zur Samoskworezkaja-Linie steht eine 1952 erschaffene Skulpturenkomposition, die den Heldentaten der weißrussischen Partisanen im Zweiten Weltkrieg gewidmet ist. Eine andere Skulpturenkomposition zum Themenbereich Sowjetisches Weißrussland stand bis 1996/97 am östlichen Bahnsteigende; sie wurde jedoch bei der Verlegung des zweiten Zugangs entfernt.
Für die Architektur der U-Bahn-Station erhielt die Architektin Nadeschda Alexandrowna Bykowa 1952 den Stalinpreis.